# Gennadij Samojlovič Gor
Gennadij Samojlovič Gor (rusky Геннадий Самойлович Гор) (15. lednajul./ 28. ledna 1907greg., Verchněudinsk, Ruské impérium, dnes Ulan-Ude – 6. ledna 1981, Leningrad, Sovětský svaz) byl ruský sovětský historik umění, prozaik a básník, známý především jako autor vědeckofantastických próz.

## Život
Narodil se roku 1907 ve městě Verchněudinsk (dnes Ulan-Ude v Burjatsku, Rusko). Pocházel ze židovské rodiny. První rok života prožil se svými rodiči ve vězení v Čitě, kam byli posláni za revoluční činnost. Roku 1923 se přestěhoval do Leningradu, kde začal studovat na historicko-filologické fakultě Leningradské státní univerzity. Zde se také seznámil s Daniilem Ivanovičem Charmsem a Alexandrem Ivanovičem Vveděnským, čelnými představiteli tehdejší ruské avantgardy a zakladateli umělecké skupiny Společnost reálného umění OBERIU (ОБЭРИУ, Объединение Реального Искусства) navazující na expresionismus a dadaismus.
Po ukončení studia roku 1930 se věnoval především literatuře. První povídku vydal roku 1925 v komsomolském časopise Юный пролетарий (Mladý proletář). Roku 1930 napsal v duchu „oberijské“ poetiky román o kolektivizaci Корова (Kráva), který mohl vyjít až roku 2000. Ve třicátých letech žil na Sibiři, kde studoval folklór severních národů a získal zde i náměty pro své první povídky. Roku 1933 vyšla jeho první sbírka povídek Живопись (Malování), roku 1934 byl přijat do Svazu sovětských spisovatelů.
Zimu roku 1941 prožil v nacisty obleženém Leningradu. Tento zážitek jej po evakuaci v letech 1942–1943 inspiroval k napsání dlouhého cyklu básní Блокада (Blokáda), poznamenaný poetikou OBERIU a odrážející stav muže žijícího v neustálém očekávání smrti (část básní vyšla časopisecky až v roce 2002, celý cyklus v roce 2007 v dvojjazyčném rusko-německém vydání.
Po skončení druhé světové války pokračoval v psaní žánrově různorodé prózy, od roku 1961 je znám především jako autor vědeckofantastických příběhů. Ty se nevyznačují příliš napínavým dějem, napětí je ve filozofickému promýšlení otázek vztahu člověka a času. Roku 1967 obdržel sovětské civilní státní vyznamenání Řád čestného odznaku (Знак Почета). Jeho práce byly přeloženy do řady jazyků, mimo jiné do češtiny, angličtiny, němčiny, polštiny, francouzštiny, slovenštiny a japonštiny..
Zemřel roku 1981 a je pochován na hřbitově obce Komarovo v rekreačním okrsku města Petrohrad.

## Dílo
- Живопись (1933, Malování), sbírka povídek.
- Ланжеро (1938), sbírka povídek.
- Неси меня, река (1939), novela.
- Большие пихтовые леса (1939, Velké jedlové lesy), novela.
- Синее озеро (1939, Modré jezero), sbírka povídek.
- Дом на Моховой (1945, Dům na Mochové), román odrážející autorovy dojmy z války a obležení Leningradu.
- Остров будет открыт (1946), novela řešící problémy sovětské vědy a tvůrčí odvahy.
- Юноша с далекой реки (1953, Chlapec od daleké řeky), román z vědeckého prostředí.
- Каменный уголь (1954, česky jako Černý poklad), společně s Jurijem Apollonovičem Žemčužnikovem, populárně-naučná próza věnovaná vzniku a využívání uhlí.
- Ошибка профессора Орочева (1955, Chyba profesora Oročeva), novela z vědeckého prostředí.
- Василий Иванович Суриков (1955, Vasilij Ivanovič Surikov), biografie ruského malíře Vasilije Ivanoviče Surikova.
- Университетская набережная (1960, Univerzitní nábřeží), román z vědeckého prostředí.
- Докучливый собеседник (1961, Obtížný společník), česky jako Rozpečetěný čas, první autorova vědeckofantastická próza, ve které se prolínají tři časové epochy: doba prvobytně pospolné společnosti, autorova současnost, kdy věda prostřednictvím archeologie a pomocných věd proniká do pravěku naší Země, a velmi vzdálená budoucnost otevírající cesty do vesmíru a odhalující tajemství života na vzdálených planetách.
- Странник и время (1962, Poutník a čas), příběh mladého vědce, jenž byl uveden do stavu zvláštního spánku a probudil se z něho po třech stech letech ve 23. století.
- Гости с Уазы (1963, Hosté z Uázy), příběh o setkání pozemšťanů s hosty z planety Uázy, jejíž obyvatelé žijí v podobných podmínkách jako na Zemi, ale jsou ve vývoji nepoměrně pokročilejší. Roku 1968 vyšla novela pod názvem Кумби.
- Скиталец Ларвеф (1966, Bludný poutník Larvef), obsahuje společné vydání dvou sci-fi novel z roku 1964: Скиталец Ларвеф (Bludný poutník Larvef) a Электронный Мельмот (Elektronický Melmoth).
- Глиняный папуас (1966, Hliněný papuánec), sbírka povídek.
- Ненецкий художник Константин Панков (1968, Něnecký umělec Konstantin Pankov), biografie prvního něneckého umělce a malíře.
- Фантастические повести и рассказы (1970, Fantastické novely a povídky), sbírka sci-fi povídek.
- Изваяние (1972, Socha), sci-fi román.
- Повести и рассказы (1973, Novely a povídky), výbor z autorova díla obsahující jeho práce z let 1936 až 1972.
- Геометрический лес (1975, Geometrický les), fantasticko-psychologická novela, jejž hlavní hrdina, malíř pracující na obraze lesa, přemýšlí o poslání umění a o tom, jak se dávným malířům podařilo přenést diváka do jiného prostoru. Jeho přání se uskuteční: malíř vstoupí do svého obrazu a prožívá v jeho prostoru a času bohaté zážitky.
- Волшебная дорога (1978, Kouzelná cesta), sbírka povídek.
- Синее окно Феокрита (1980, Modré oko Theokritovo), sbírka povídek.
- Пять углов (1983, Pět rohů), posmrtně vydaná sbírka povídek a esejů.
- Корова (2001, Kráva), román o sovětské kolektivizaci napsaný již roku 1930.
- Блокада/Blockade (2007, Blokáda), dvojjazyčné rusko-německé vydání autorova básnického cyklu inspirovaného otřesnými zážitky z nacisty obleženém Leningradu.
- Стихотворения 1942–1944 (2012, Básně 1942–1944), souborné vydání autorových básní z let 1942–1944.

## Česká vydání

### Knihy
- Modré jezero, Rovnost, Brno 1946, přeložil František Holešovský.
- Černý poklad, SNDK, Praha 1954, přeložil Josef Němeček.
- Rozpečetěný čas, Svět sovětů, Praha 1963, přeložil Jaroslav Hulák.
- Poutník a čas, Svět sovětů, Praha 1964, přeložil Josef Týč.
- Hosté z Uázy, Svět sovětů, Praha 1964, přeložil Jiří Barbaš.
- Geometrický les, Svoboda, Praha 1977, přeložila Miroslava Genčiová.

### Povídky
- Veliký herec Jones (1966, Великий актер Джонс), vyšlo v časopise Interpress Magazin, ročník 1974, číslo 5., a v magazínu Sovětská literatura, ročník 1980, číslo 12.
- Cesta do Dětství (1972, Лес на станции Детство), vyšlo v magazínu Čtení 1975, číslo 1.
- Konvice na čaj (1975, Чайник), vyšlo v antologii Hledání budoucího času, Práce, Praha 1985, přeložil Josef Týč.
- Modré oko Theokritovo (1968, Синее окно Феокрита), vyšlo v antologii Maják na útesu Delfínů, Albatros,Praha 1983, přeložili Ivo Král a Jitka Šebková
- Kouzelný baret (1970, Волшебный берет), vyšlo v antologii Chlapík z pekla, Albatros, Praha 1986, přeložila Miroslava Genčiová.